# Campeonato da Europa de Atletismo de 2016 - 1500 m masculino
A prova dos 1500 metros masculino do Campeonato da Europa de Atletismo de 2016 foi disputada entre os dias 7 e 9 de julho de 2016 no Estádio Olímpico de Amsterdã em Amesterdão,  nos Países Baixos. 

## Recordes
Antes desta competição, os recordes mundiais e do campeonato nesta prova eram os seguintes:
|                       | Nome               | Nacionalidade | Tempo    | Local    | Data                |
| --------------------- | ------------------ | ------------- | -------- | -------- | ------------------- |
| Recorde mundial       | Hicham El Guerrouj | Marrocos      | 3m26s00  | Roma     | 14 de julho de 1998 |
| Recorde do campeonato | Fermín Cacho       | Espanha       | 3m35s 27 | Helsinki | 9 de agosto de 1994 |
| Recorde europeu       | Mo Farah           | Reino Unido   | 3m28s81  | Mônaco   | 19 de julho de 2013 |

## Medalhistas
| Ouro                     | Prata              | Bronze                    |
| Filip Ingebrigtsen (NOR) | David Bustos (ESP) | Henrik Ingebrigtsen (NOR) |

## Cronograma
Todos os horários são locais (UTC+2).
| Data       | Hora  | Evento  |
| ---------- | ----- | ------- |
| 7 de julho | 18:25 | Bateria |
| 9 de julho | 21:50 | Final   |

## Resultados

### Bateria
Qualificação: 3 atletas de cada bateria (Q) mais os 3 melhores qualificados (q).
| Posição | Bateria | Atleta                     | Nacionalidade | Tempo   | Notas  |
| ------- | ------- | -------------------------- | ------------- | ------- | ------ |
| 1       | 3       | Jake Wightman              | Grã-Bretanha  | 3:39.32 | Q      |
| 2       | 3       | Henrik Ingebrigtsen        | Noruega       | 3:39.66 | Q      |
| 3       | 3       | Florian Carvalho           | França        | 3:39.73 | Q      |
| 4       | 3       | Filip Sasínek              | Chéquia       | 3:39.77 | q      |
| 5       | 3       | Richard Douma              | Países Baixos | 3:39.80 | q      |
| 6       | 1       | Filip Ingebrigtsen         | Noruega       | 3:40.23 | Q      |
| 7       | 1       | Homiyu Tesfaye             | Alemanha      | 3:40.44 | Q      |
| 8       | 1       | David Bustos               | Espanha       | 3:40.60 | Q      |
| 9       | 3       | Isaac Kimeli               | Bélgica       | 3:41.25 | q      |
| 10      | 1       | Peter Callahan             | Bélgica       | 3:41.75 |        |
| 11      | 1       | Tom Lancashire             | Grã-Bretanha  | 3:42.08 |        |
| 12      | 3       | Timo Benitz                | Alemanha      | 3:42.40 |        |
| 13      | 2       | Ismael Debjani             | Bélgica       | 3:42.62 | Q      |
| 14      | 2       | Mourad Amdouni             | França        | 3:42.64 | Q      |
| 15      | 1       | Mohad Abdikadar Sheikh Ali | Itália        | 3:42.91 |        |
| 16      | 2       | Lee Emanuel                | Grã-Bretanha  | 3:42.92 | Q      |
| 17      | 2       | Snorre Holtan Løken        | Noruega       | 3:42.97 |        |
| 18      | 1       | Petr Vitner                | Chéquia       | 3:43.22 |        |
| 19      | 3       | Levent Ates                | Turquia       | 3:43.25 |        |
| 20      | 2       | Marc Alcalá                | Espanha       | 3:43.43 |        |
| 21      | 2       | Dmitrijs Jurkevics         | Letônia       | 3:43.44 |        |
| 22      | 3       | Volodymyr Kyts             | Ucrânia       | 3:43.58 |        |
| 23      | 1       | Bryan Cantero              | França        | 3:43.65 |        |
| 24      | 2       | Jonas Leanderson           | Suécia        | 3:44.09 |        |
| 25      | 3       | Amine Khadiri              | Chipre        | 3:44.61 |        |
| 26      | 1       | Tamás Kazi                 | Hungria       | 3:44.64 |        |
| 27      | 2       | Benjamin Kovács            | Hungria       | 3:45.16 |        |
| 28      | 1       | Eoin Everard               | Irlanda       | 3:45.46 |        |
| 29      | 2       | Marco Pettenazzo           | Itália        | 3:45.65 |        |
| 30      | 1       | Andreas Vojta              | Áustria       | 3:46.32 |        |
| 31      | 2       | Andreas Bueno              | Dinamarca     | 3:46.44 |        |
| 32      | 2       | Hélio Gomes                | Portugal      | 3:46.66 |        |
| 33      | 3       | Joao Bussotti Neves        | Itália        | 3:50.58 | q      |
| 34      | 3       | Llorenç Salas              | Espanha       | 3:51.49 |        |
| 35      | 2       | Harvey Dixon               | Gibraltar     | 3:51.82 |        |
| 36      | 1       | Johan Rogestedt            | Suécia        | DSQ     | R163.2 |
| 36      | 2       | Jakub Holuša               | Chéquia       | DSQ     | R163.2 |

### Final

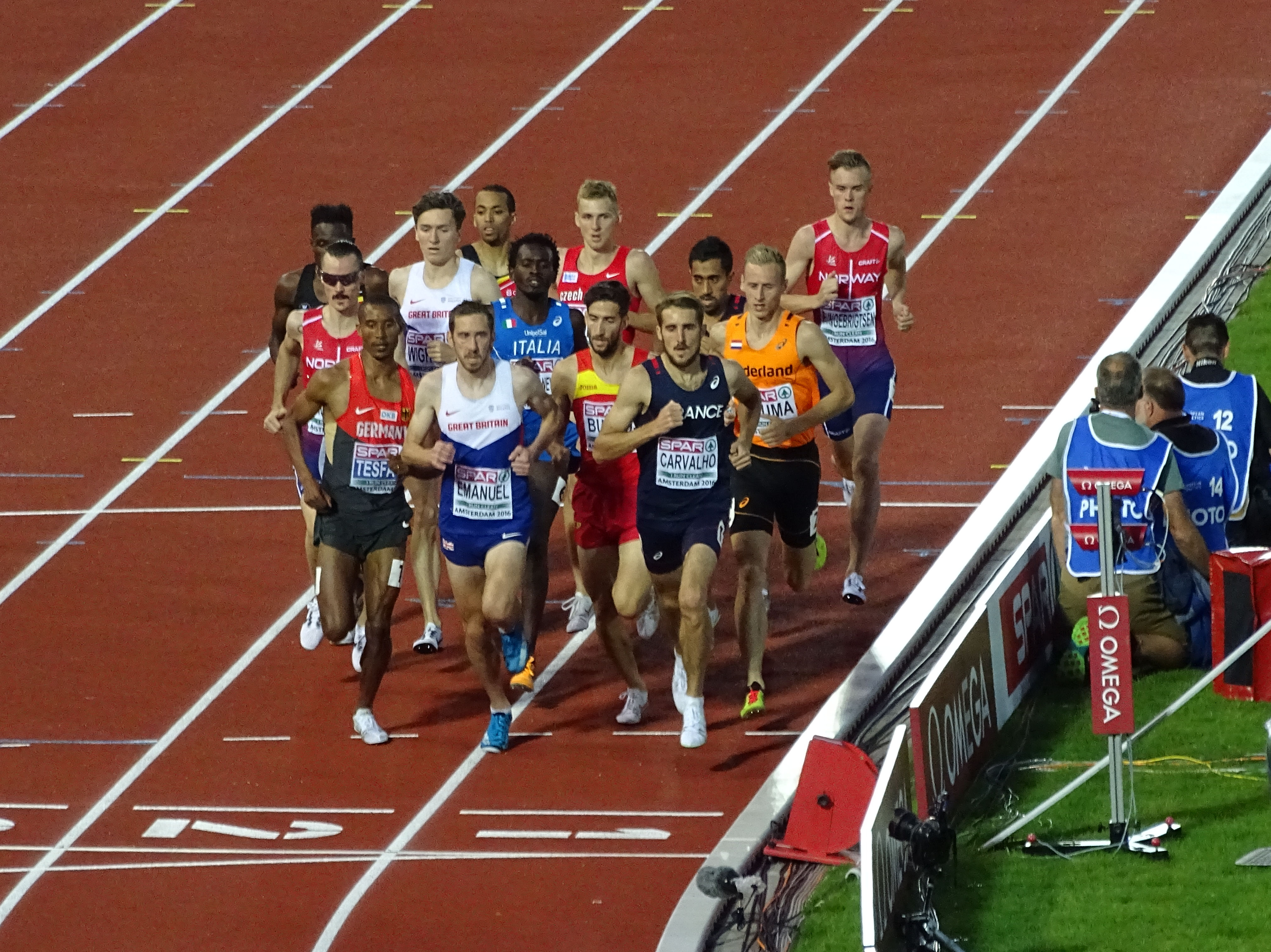
A final em andamento

| Posição           | Atleta              | Nacionalidade | Tempo   | Notas |
| ----------------- | ------------------- | ------------- | ------- | ----- |
| Medalha de ouro   | Filip Ingebrigtsen  | Noruega       | 3:46.65 |       |
| Medalha de prata  | David Bustos        | Espanha       | 3:46.90 |       |
| Medalha de bronze | Henrik Ingebrigtsen | Noruega       | 3:47.18 |       |
| 4                 | Richard Douma       | Países Baixos | 3:47.32 |       |
| 5                 | Florian Carvalho    | França        | 3:47.32 |       |
| 6                 | Lee Emanuel         | Grã-Bretanha  | 3:47.57 |       |
| 7                 | Jake Wightman       | Grã-Bretanha  | 3:47.68 |       |
| 8                 | Filip Sasínek       | Chéquia       | 3:47.76 |       |
| 9                 | Isaac Kimeli        | Bélgica       | 3:47.92 |       |
| 10                | Homiyu Tesfaye      | Alemanha      | 3:47.93 |       |
| 11                | Ismael Debjani      | Bélgica       | 3:49.12 |       |
| 12                | Joao Bussotti Neves | Itália        | 3:50.43 |       |
| 13                | Mourad Amdouni      | França        | 3:51.61 |       |

Legenda
| Recorde mundial       | Recorde mundial (World record)               |                       | Recorde africano                      | Recorde africano (African) |                                           | Q | Classificado por posição (Qualified) |
| Recorde do campeonato | Recorde do campeonato (Championship record)  | Recorde da América    | Recorde da América (Americas)         | q                          | Classificado por melhor tempo (Qualified) |   |                                      |
| Melhor marca do ano   | Melhor marca do ano (World leading)          | Recorde asiático      | Recorde asiático (Asian)              | DNS                        | Não largou (Did not start)                |   |                                      |
| Recorde nacional      | Recorde nacional (National record)           | Recorde europeu       | Recorde europeu (European)            | DNF                        | Não terminou (Did not finish)             |   |                                      |
| Recorde pessoal       | Recorde pessoal do atleta (Personal best)    | Recorde da Oceania    | Recorde da Oceania (Oceania)          | DSQ / DQ                   | Desclassificado (Disqualified)            |   |                                      |
| Recorde da temporada  | Recorde da temporada do atleta (Season best) | Recorde sul-americano | Recorde sul-americano (South America) | NM                         | Sem marca (No mark)                       |   |                                      |